# Битва під Мстиславлем
Би́тва під Мстисла́влем — битва між військами Московського царства та Великого князівства Литовського в ході Московсько-литовської війни 1500—1503 років, яка відбулась 4 листопада 1501 року поблизу Мстиславля.

## Передумови
У другій половині 1501 року Великий князь Московський Іван III здійснив наступ на східну частину Білорусі, користуючись відсутністю у Великому князівстві Литовському Великого князя
Олександра, який був обраний польським королем та виїхав до Польщі.
Московське військо було сконцентроване поблизу Стародуба, де, крім військ місцевих князів Семена Стародубського та Василя Шемячича, були зібрані війська на чолі з воєводами Великого князя, князями Олександром Володимировичем Ростовським та Семеном Івановичем Воронцовим.

## Хід битви
Московські війська були відправлені на Мстиславль, куди підійшли 4 листопада 1501 року. Назустріч їм вийшли війська Великого князівства під командуванням князя Михайла Івановича Заславського та воєводи
Остафія Дашкевича.
Московське військо перемогло у битві (втрати литовців, згідно з московськими джерелами склали 7 тисяч чоловік, що виглядає перебільшенням). Проте через упертий спротив оборонців взяти Мстиславль московське військо не змогло і після спалення та спустошення околиць міста відійшло до Москви.